# Schweizer Futsalmeisterschaft 2007/08
Die 2. Schweizer Meisterschaft im Futsal begann am 25. November 2007 und endete am 25. Februar 2008.
Futsal-Schweizermeister wurden die Futsal Löwen Zürich, damals noch als Futsalabteilung des Fussball-Vereins FC Seefeld Zürich. Für die Zürcher war das der erste Titel. Der amtierende Meister, Uni Futsal Team Bulle, scheiterte in den Halbfinals. Im Gegensatz zur vorherigen Saison nahmen dieses Jahr 13 Teams in der NLA teil, wovon sechs auf die West- sowie die sieben weiteren auf die Ostgruppe aufgeteilt wurden. Um die Gruppen auf je acht Teams aufzustocken, gab es keine direkten Absteiger, nur der Gruppenletzte der Gruppe Ost musste eine Barrage-Runde absolvieren.
Die Anzahl Teams wurden von 18 auf 28 erhöht, dabei war das Uni Futsal Team Bulle die erste Mannschaft mit einer Zweitvertretung.
Torschützenkönig wurde Ajas Kuljici vom FC Schaffhausen Futsal mit 22 Treffern.

## Nationalliga A – 2007/08
Jedes Team absolvierte je ein Spiel gegen jeden Gruppengegner, sodass die Teams in der Gruppe West auf fünf, die Teams der Gruppe Ost auf sechs Spiele kamen. Die besten vier Teams qualifizierten sich für die Viertelfinals, während der Letztplatzierte der Gruppe Ost in einer Barrage gegen den 2. der NLB-Ostgruppe um den Klassenerhalt kämpfen musste. Für die fünft- bzw. sechstplatzierten Teams war die Saison nach der Hauptrunde beendet. Die Gruppe West spielte zudem eine Extra-Runde aus, jeder Sieg ergab einen Punkt, der in die Endrangliste einfloss.

### Teilnehmer Nationalliga A – Saison 2007/08
| Gruppe West                                    | Gruppe Ost                                        |
| ---------------------------------------------- | ------------------------------------------------- |
| Uni Futsal Team Bulle (M)                      | Futsal Löwen Zürich (damals FC Seefeld Zürich)    |
| Futsal Club Cosmos Genève                      | Union 7 Futsal Club Zürich                        |
| Futsal Delminium (damals NK Tomislavgrad Bern) | Benfica Rorschach                                 |
| Mobulu Futsal Uni Bern                         | Salines Futsal (damals Futsal Team Dinamo Möhlin) |
| Lausanne Futsal Club                           | FC Schaffhausen Futsal                            |
| FC Peseux Comète                               | SPVGG Züri 86                                     |
|                                                | Futsal Club Italia5 Winterthur                    |

### Qualifikation Nationalliga A

#### Gruppe West
|    | Verein                    | R | S | U | N | Tore  | Diff. | Punkte | PER* |
| -- | ------------------------- | - | - | - | - | ----- | ----- | ------ | ---- |
| 1. | Uni Futsal Team Bulle (M) | 5 | 4 | 0 | 1 | 40:17 | +23   | 16     | 4    |
| 2. | Futsal Club Cosmos Genève | 5 | 3 | 1 | 1 | 22:19 | +3    | 12     | 2    |
| 3. | Futsal Delminium          | 5 | 2 | 2 | 1 | 31:26 | +5    | 11     | 3    |
| 4. | Mobulu Futsal Uni Bern    | 5 | 1 | 3 | 1 | 20:24 | −4    | 9      | 3    |
| 5. | Lausanne Futsal Club      | 5 | 0 | 2 | 3 | 19:36 | −17   | 5      | 3    |
| 6. | FC Peseux Comète          | 5 | 0 | 2 | 3 | 25:35 | −10   | 2      | 0    |

* PER = Punkte aus Extra-Runde
| Legende | Legende       |
| ------- | ------------- |
|         | Viertelfinals |
| (M)     | Meister       |

|    | Team                   | Bulle | Cosmos | Delminium | Mobulu | Lausanne | Peseux |
| -- | ---------------------- | ----- | ------ | --------- | ------ | -------- | ------ |
| 1. | Uni Futsal Team Bulle  |       |        |           |        |          |        |
| 2. | Futsal Cosmos Genève   | 5:2   |        |           |        |          |        |
| 3. | Futsal Delminium       | 3:4   | 8:4    |           |        |          |        |
| 4. | Mobulu Futsal Uni Bern | 3:9   | 3:3    | 4:4       |        |          |        |
| 5. | Lausanne Futsal Club   | 3:15  | 0:3    | 7:9       | 4:4    |          |        |
| 6. | FC Peseux Comète       | 3:10  | 6:7    | 7:7       | 4:6    | 5:5      |        |

|    | Team                   | Bulle | Cosmos | Delminium | Mobulu | Lausanne | Peseux |
| -- | ---------------------- | ----- | ------ | --------- | ------ | -------- | ------ |
| 1. | Uni Futsal Team Bulle  |       |        |           |        |          |        |
| 2. | Futsal Cosmos Genève   | 0:3   |        |           |        |          |        |
| 3. | Futsal Delminium       | 3:0   | 2:1    |           |        |          |        |
| 4. | Mobulu Futsal UNI Bern | 0:3   | 1:3    | 3:0       |        |          |        |
| 5. | Lausanne Futsal Club   | 1:2   | 2:0    | 2:0       | 6:7    |          |        |
| 6. | FC Peseux Comète       | 4:6   | 1:2    | 0:5       | 1:2    | 0:3      |        |

#### Gruppe Ost
|    | Verein                         | R | S | U | N | Tore  | Diff. | Punkte |
| -- | ------------------------------ | - | - | - | - | ----- | ----- | ------ |
| 1. | Futsal Löwen Zürich            | 6 | 5 | 1 | 0 | 59:28 | +31   | 16     |
| 2. | Union 7 Futsal Club Zürich     | 6 | 4 | 1 | 1 | 49:45 | +4    | 13     |
| 3. | Benfica Rorschach              | 6 | 3 | 0 | 3 | 35:34 | +1    | 9      |
| 4. | Salines Futsal                 | 6 | 3 | 0 | 3 | 39:40 | −1    | 9      |
| 5. | FC Schaffhausen Futsal         | 6 | 2 | 1 | 3 | 55:37 | +18   | 7      |
| 6. | SPVGG Züri 86                  | 6 | 1 | 2 | 3 | 34:38 | −4    | 6      |
| 7. | Futsal Club Italia5 Winterthur | 6 | 0 | 1 | 5 | 41:90 | −49   | 1      |

| Legende | Legende       |
| ------- | ------------- |
|         | Viertelfinals |
|         | Barrage       |

|    | Team                           | Löwen | Union | Benfica | Salines | Schaffhausen | Züri  | Italia |
| -- | ------------------------------ | ----- | ----- | ------- | ------- | ------------ | ----- | ------ |
| 1. | Futsal Löwen Zürich            |       |       |         |         |              |       |        |
| 2. | Union 7 Futsal Club Zürich     | 5:5   |       |         |         |              |       |        |
| 3. | Benfica Rorschach              | 3:7   | 4:9   |         |         |              |       |        |
| 4. | Salines Futsal                 | 7:11  | 7:10  | 3:7     |         |              |       |        |
| 5. | FC Schaffhausen Futsal         | 7:8   | 14:3  | 5:8     | 1:5     |              |       |        |
| 6. | SPVGG Züri 86                  | 4:8   | 5:6   | 4:7     | 2:4     | 6:6          |       |        |
| 7. | Futsal Club Italia5 Winterthur | 2:20  | 10:16 | 3:9     | 9:13    | 7:22         | 10:10 |        |

### Playoffs Nationalliga A

#### Viertelfinals
| Datum    | Zeit  | Heimteam                  | Gastteam               | Resultat  |
| -------- | ----- | ------------------------- | ---------------------- | --------- |
| 03.02.08 | 10:00 | Uni Futsal Team Bulle (M) | Salines Futsal         | 9:2       |
| 03.02.08 | 12:00 | Futsal Delminium          | Union 7 Futsal Zürich  | 6:4       |
| 03.02.08 | 14:00 | Futsal Löwen Zürich       | Mobulu Futsal Uni Bern | 5:4       |
| 03.02.08 | 16:00 | Futsal Club Cosmos Genève | Benfica Rorschach      | 5:4 n. P. |

#### Halbfinals
| Datum    | Zeit  | Heimteam                  | Gastteam                  | Resultat |
| -------- | ----- | ------------------------- | ------------------------- | -------- |
| 10.02.08 | 13:00 | Futsal Club Cosmos Genève | Futsal Löwen Zürich       | 7:9      |
| 10.02.08 | 15:00 | Futsal Delminium          | Uni Futsal Team Bulle (M) | 7:5      |

#### Final
| Datum    | Zeit  | Heimteam            | Gastteam         | Resultat |
| -------- | ----- | ------------------- | ---------------- | -------- |
| 17.02.08 | 15:00 | Futsal Löwen Zürich | Futsal Delminium | 10:3     |

## Nationalliga B – 2007/08
Die neu eingeführte NLB bestand aus 15 Teams, sieben Teams spielten in der West-, acht in der Ostgruppe. Wie in der NLA wurde eine Einfachrunde absolviert, somit resultierten sechs bzw. sieben Spiele pro Team.
Aus der Gruppe West stieg der Gruppensieger direkt in die NLA auf, aus der Gruppe Ost die ersten beiden Teams. Der Gruppenzweite der Ostgruppe spielte gegen den Gruppenletzten der NLA-Ostgruppe um den Auf- bzw. Abstieg. Weiter spielten die beiden NLB-Gruppensieger ein Finalspiel um den B-Titel aus.

### Teilnehmer Nationalliga B – Saison 2007/08
| Gruppe West                        | Gruppe Ost                                   |
| ---------------------------------- | -------------------------------------------- |
| R.C.D Futsal (damals FC Lusitanos) | MNK Croatia 97                               |
| FC Concordia Lausanne              | FC Basel 1893 Futsal (damals Walking Sticks) |
| Futsal Club Val de Travers         | FC Steckborn                                 |
| SC Kriens                          | Club Futsal Freiamt                          |
| SC Maria da Fonte Zürich (A)       | Sporting Club Schaffhausen                   |
| Futsal Union Pratteln              | Swiss United (A)                             |
| Uni Futsal Team Bulle 2            | BSC Jona St. Gallen                          |
|                                    | La Lugano Che Conta                          |

### Qualifikation Nationalliga B

#### Gruppe West
|    | Verein                       | R | S | U | N | Tore  | Diff. | Punkte |
| -- | ---------------------------- | - | - | - | - | ----- | ----- | ------ |
| 1. | R.C.D Futsal                 | 6 | 5 | 0 | 1 | 48:27 | +21   | 15     |
| 2. | FC Concordia Lausanne        | 6 | 4 | 0 | 2 | 37:35 | +2    | 12     |
| 3. | Futsal Club Val de Travers   | 6 | 4 | 0 | 2 | 35:25 | +10   | 12     |
| 4. | SC Kriens                    | 6 | 3 | 1 | 2 | 34:30 | +4    | 10     |
| 5. | SC Maria da Fonte Zürich (A) | 6 | 2 | 0 | 4 | 25:43 | −18   | 6      |
| 6. | Futsal Union Pratteln        | 6 | 1 | 1 | 4 | 28:34 | −6    | 4      |
| 7. | Uni Futsal Team Bulle 2      | 6 | 1 | 0 | 5 | 19:32 | −13   | 3      |

| Legende | Legende   |
| ------- | --------- |
|         | Aufstieg  |
| (A)     | Absteiger |

|    | Team                       | RCD  | Concordia | Travers | Kriens | Maria | Pratteln | Bulle 2 |
| -- | -------------------------- | ---- | --------- | ------- | ------ | ----- | -------- | ------- |
| 1. | R.C.D Futsal               |      |           |         |        |       |          |         |
| 2. | FC Concordia Lausanne      | 4:10 |           |         |        |       |          |         |
| 3. | Futsal Club Val de Travers | 8:7  | 4:6       |         |        |       |          |         |
| 4. | SC Kriens                  | 3:10 | 4:7       | 2:1     |        |       |          |         |
| 5. | SC Maria da Fonte Zürich   | 2:6  | 9:7       | 5:8     | 4:11   |       |          |         |
| 6. | Futsal Union Pratteln      | 6:8  | 3:6       | 4:8     | 7:7    | 8:0   |          |         |
| 7. | Uni Futsal Team Bulle 2    | 4:7  | 5:7       | 1:6     | 1:7    | 3:5   | 5:0      |         |

#### Gruppe Ost
|    | Verein                     | R | S | U | N | Tore   | Diff. | Punkte |
| -- | -------------------------- | - | - | - | - | ------ | ----- | ------ |
| 1. | MNK Croatia 97             | 7 | 7 | 0 | 0 | 101:27 | +87   | 21     |
| 2. | FC Basel 1893 Futsal       | 7 | 6 | 0 | 1 | 82:41  | +41   | 18     |
| 3. | FC Steckborn               | 7 | 5 | 0 | 2 | 47:40  | +7    | 15     |
| 4. | Club Futsal Freiamt Muri   | 7 | 3 | 0 | 4 | 39:37  | +2    | 9      |
| 5. | Sporting Club Schaffhausen | 7 | 3 | 0 | 4 | 46:64  | −18   | 9      |
| 6. | Swiss United (A)           | 7 | 2 | 0 | 5 | 45:57  | −12   | 6      |
| 7. | BSC Jona St. Gallen        | 7 | 2 | 0 | 5 | 34:67  | −33   | 6      |
| 8. | La Lugano Che Conta        | 7 | 0 | 0 | 7 | 32:93  | −61   | 0      |

| Legende | Legende   |
| ------- | --------- |
|         | Aufstieg  |
|         | Barrage   |
| (A)     | Absteiger |

|    | Team                       | Croatia | Basel | Steckborn | Muri | Sporting | Swiss | Jona | Lugano |
| -- | -------------------------- | ------- | ----- | --------- | ---- | -------- | ----- | ---- | ------ |
| 1. | MNK Croatia 97             |         |       |           |      |          |       |      |        |
| 2. | FC Basel 1893 Futsal       | 4:13    |       |           |      |          |       |      |        |
| 3. | FC Steckborn               | 5:10    | 5:8   |           |      |          |       |      |        |
| 4. | Club Futsal Freiamt Muri   | 5:8     | 2:9   | 1:4       |      |          |       |      |        |
| 5. | Sporting Club Schaffhausen | 3:15    | 4:13  | 4:12      | 7:9  |          |       |      |        |
| 6. | Swiss United               | 4:11    | 5:12  | 7:8       | 6:9  | 3:5      |       |      |        |
| 7. | BSC Jona St. Gallen        | 4:22    | 8:14  | 5:7       | 0:7  | 6:5      | 5:7   |      |        |
| 8. | La Lugano Che Conta        | 2:22    | 4:22  | 5:6       | 1:8  | 8:16     | 7:13  | 5:6  |        |

### Entscheidungsspiele Nationalliga B

#### Finalspiel Nationalliga B
| Datum    | Zeit  | Heimteam     | Gastteam       | Resultat |
| -------- | ----- | ------------ | -------------- | -------- |
| 17.02.08 | 11:00 | R.C.D Futsal | MNK Croatia 97 | 6:7      |

#### Barrage
| Datum    | Zeit  | Heimteam (NLA)                 | Gastteam (NLB)       | Resultat |
| -------- | ----- | ------------------------------ | -------------------- | -------- |
| 27.01.08 | 15:00 | Futsal Club Italia5 Winterthur | FC Basel 1893 Futsal | 5:18     |